# Francesco Negri (fotografo)
Francesco Negri (Tromello, 18 dicembre 1841 – Casale Monferrato, 21 dicembre 1924) è stato un fotografo italiano.
Noto per l'invenzione del teleobiettivo e per le sue sperimentazioni nel campo della fotografia.
"Nacque a Tromello in Lomellina, in provincia di Pavia, il 18 dicembre 1841, da Angelo Maria e da Maria Magnaghi, figlio unico di un’agiata famiglia.
Frequentò il liceo a Vigevano, ospite dello zio materno Santo Magnaghi, vicario generale della diocesi, quindi si trasferì a Torino, dove conseguì la laurea in giurisprudenza nel 1861. L’anno successivo si stabilì a Casale Monferrato, per esercitare l’avvocatura", (Enciclopedia Treccani). 
Come altri fotografi del XIX secolo sperimentò nuove tecniche e nuovi strumenti per la realizzazione delle fotografie; oltre all'invenzione del teleobiettivo, attribuitagli anche dall'Enciclopedia Treccani.
Fino dal 1863 si occupò di fotografia, studiando processi nuovi riguardanti la fotografia a colori. Per primo adattò alla macchina fotografica uno speciale cannocchiale, creando il teleobiettivo (1880), che, costruito da Koristka di Milano, ha preso il nome di teleobiettivo Negri-Koristka, (Enciclopedia Treccani)..
Lo si ricorda per le sue realizzazioni in microbiologia che rivoluzionarono le tecniche del tempo, consentendogli di fotografare, nel 1885, il bacillo del colera.

## Curiosità
Fu avvocato e sindaco di Casale Monferrato.
Ottenne le prime fotografie a grande distanza, come, ad es., la cupola di S. Gaudenzio a Novara da Casale Monferrato (40 km.), una fotografia delle Alpi da 100 km., ecc.